# Quingombe
Quingombe é uma vila angolana que se localiza na província de Zaire, pertencente ao município de Tomboco.